# María Luisa Bergaz Conesa
María Luisa Bergaz Conesa (17 de septiembre de 1947, Xeraco) es una política española. Entre 2003 y 2004 fue miembro del Parlamento Europeo representando a Izquierda Unida. Entre noviembre de 2003 y abril de 2004 fue vicepresidenta del comité temporal para mejorar la seguridad marítima.